# Walbusch Walter Busch
Die Walbusch Walter Busch GmbH & Co. KG ist eine deutsche Unternehmensgruppe mit Sitz in Solingen, die sich auf Bekleidung und Lifestyle-Produkte spezialisiert hat. Zur Unternehmensgruppe gehören die Marken Walbusch, Avena und Mey & Edlich. Das Unternehmen wurde im Jahr 1934 von Walter Busch gegründet.

## Geschichte
1934 gründete der Handelsvertreter Walter Busch (1901–1973) unter dem Namen Walter Busch Sohn einen „Versandhandel für hochwertige Solinger Schneidwaren“. Ab 1946 firmierte das Unternehmen unter dem Namen Walbusch. In den 1950er Jahren spezialisierte sich das Unternehmen auf den Versand von Elektrogeräten und Haushaltsartikeln, insbesondere auf Rasierapparate. Ende der 1950er Jahre wird das Sortiment um textile Produkte und Bekleidung ergänzt. 1959 nahm Walbusch bügelfreie Nyltest-Hemden in den Katalog auf. Das war der Beginn des Wechsels in den Textilhandel. Wenige Jahre darauf (1963) folgte das Walbusch-Hemd mit dem Kragen ohne Knopf. Wegen seiner besonderen Schnittführung am Kragen wurde dieses Hemd 1999 als Patent eingetragen und galt lange als Markenzeichen der Marke Walbusch. 
Nach dem Tod des Unternehmensgründers übernahm dessen Sohn Thomas Busch (* 1938), zuvor tätig bei Neckermann, 1976 die Geschäftsführung und baute das Unternehmen aus. Zur weiteren Expansion gründete Walbusch 1989 und 1994 Tochtergesellschaften in Österreich und der Schweiz. 1999 wurde das Tochterunternehmen Avena gegründet. 2003 erwarb das Unternehmen die Rechte an der Funktionsbekleidungsmarke Klepper. 2004 erwarb Walbusch die Markenrechte am Leipziger Textilunternehmen Mey & Edlich und launchte die Marke 2007 mit neuem Konzept und unter eigenständiger Firmierung. 2016 wurde die Schuhmarke LaShoe gegründet. Ende des Jahres 2023 wurde das Geschäft eingestellt, da sich das Konzept, gerichtet an Frauen mit empfindlichen Füßen und Hallux Valgus, nicht durchsetzen konnte.
2008 zog sich Thomas Busch aus der Geschäftsführung zurück und wechselte in den Beirat. In dritter Generation leitet seitdem Christian Busch als Gesellschafter und Vorsitzender der Geschäftsführung zusammen mit Marcus Leber und Frank Reuber das Unternehmen.

## Walbusch-Gruppe

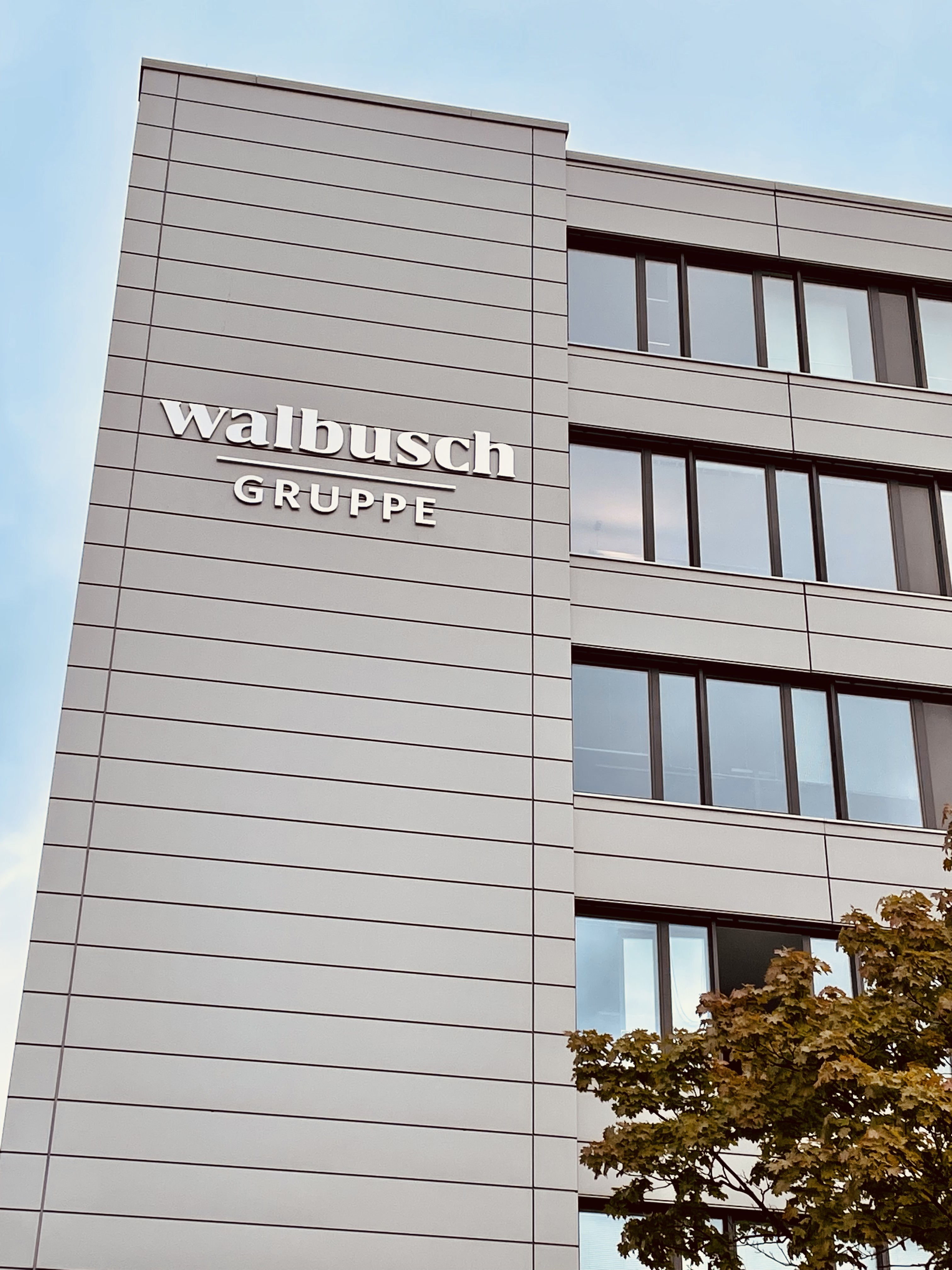
Sitz der Walbusch Gruppe in Solingen

Zur Walbusch-Gruppe gehören verschiedene Tochtergesellschaften in Deutschland, Österreich und der Schweiz. Christian Busch ist seit 2014 Mehrheitsgesellschafter im Unternehmen und heute Vorsitzender der Geschäftsführung. Thomas Busch bleibt mit 30 Prozent Minderheitsgesellschafter des Familienunternehmens. Die Unternehmensgruppe vertreibt ihre Produkte über einen Online-Shop, in rund 40 Filialen in Deutschland sowie im Versandhandel.

## Sonstiges
Aus Anlass des 75-jährigen Jubiläums nähten die Mitarbeitenden von Walbusch 2009 ein überdimensionales Hemd, das einen Eintrag im Guinness-Buch der Rekorde erhielt.